# Jingtai (Baiyin)

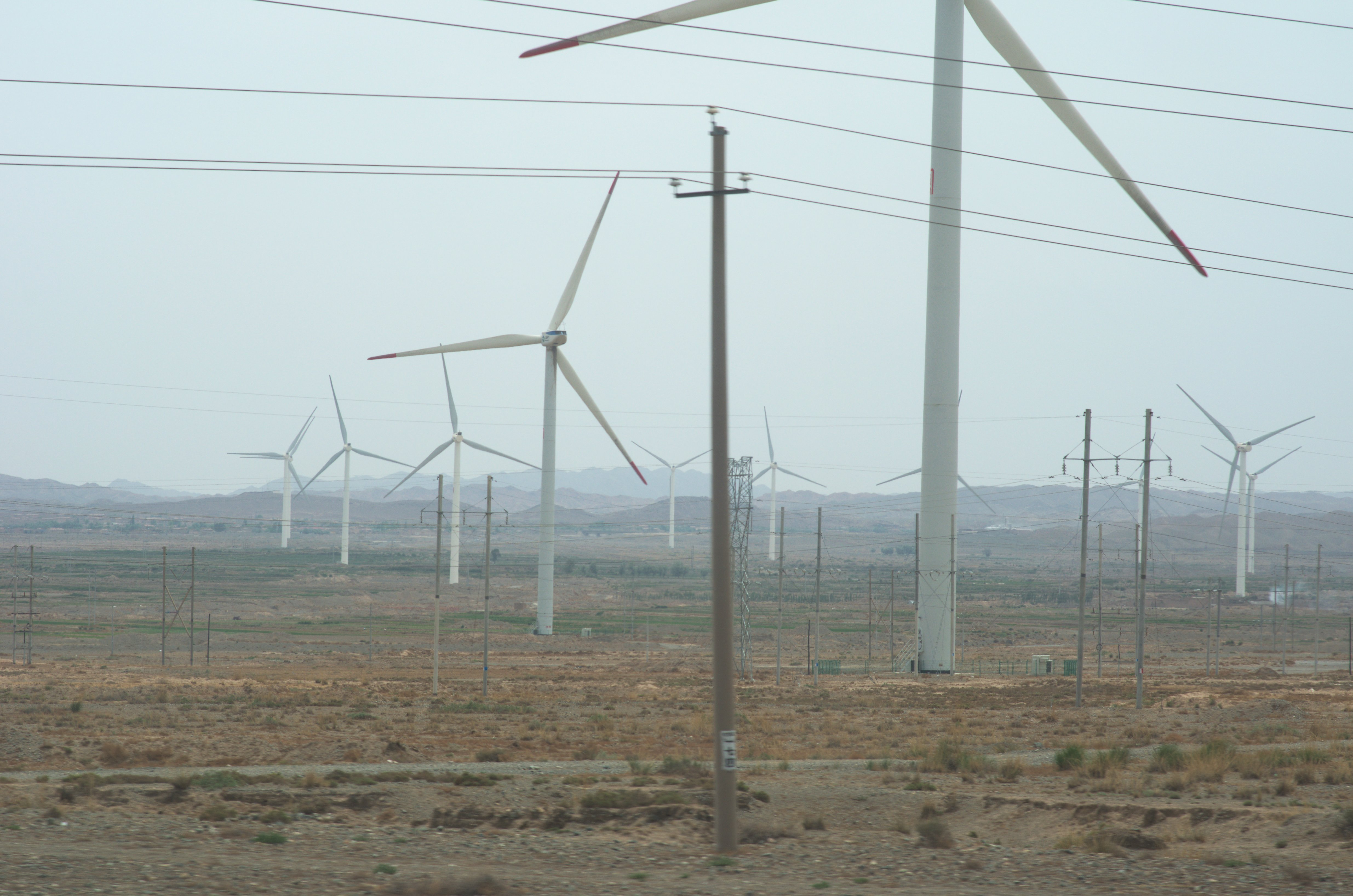
Windpark von Qingquanbao (兴泉堡乡) in Jingtai

Jingtai (chinesisch 景泰县, Pinyin Jǐngtài Xiàn) ist ein Kreis der bezirksfreien Stadt Baiyin in der chinesischen Provinz Gansu. Er hat eine Fläche von 5.431 Quadratkilometern und zählt 226.700 Einwohner (Stand: Ende 2018).
Die Ruinen der Stadt Yongtai (Yongtai chengzhi 永泰城址), der „Schildkrötenstadt“ (guicheng) aus der Zeit der Ming-Dynastie, stehen seit 2006 auf der Liste der Denkmäler der Volksrepublik China (6-210).

## Administrative Gliederung
Tianzhu setzt sich aus acht Großgemeinden und drei Gemeinden zusammen:
- Großgemeinde Yitiaoshan (一条山镇);
- Großgemeinde Luyang (芦阳镇);
- Großgemeinde Shanshawo (上沙沃镇);
- Großgemeinde Xiquan (喜泉镇);
- Großgemeinde Caowotan (草窝滩镇);
- Großgemeinde Hongshui (红水镇);
- Großgemeinde Zhongquan (中泉镇);
- Großgemeinde Zhenlu (正路镇);

- Gemeinde Sitan (寺滩乡);
- Gemeinde Wufo (五佛乡);
- Gemeinde Manshuitan (漫水滩乡);